# 宝石乡 (梓潼县)
宝石乡，是中华人民共和国四川省绵阳市梓潼县下辖的一个乡镇级行政单位。2019年12月，撤销定远乡，将其所属行政区域划归宝石乡管辖，宝石乡人民政府驻宝兴街225号。

## 行政区划
宝石乡下辖以下地区：
场坝村、庆祝村、天生村、龙门村、红星村、武马村、红卫村、长梁村、场坪村、白马村和星火村。